# Anderson Street Conservation Park
Anderson Street Conservation Park är en park i Australien. Den ligger i delstaten Queensland, omkring 1 400 kilometer nordväst om delstatshuvudstaden Brisbane.
Runt Anderson Street Conservation Park är det mycket tätbefolkat, med 1 266 invånare per kvadratkilometer.. Närmaste större samhälle är Cairns, nära Anderson Street Conservation Park. 
Runt Anderson Street Conservation Park är det i huvudsak tätbebyggt. Genomsnittlig årsnederbörd är 1 800 millimeter. Den regnigaste månaden är mars, med i genomsnitt 445 mm nederbörd, och den torraste är september, med 23 mm nederbörd.